# Mistrzostwa Świata w Lekkoatletyce 2019 – skok o tyczce mężczyzn
Skok o tyczce mężczyzn – jedna z konkurencji technicznych rozegranych podczas lekkoatletycznych mistrzostw świata na Stadionie Międzynarodowym Chalifa w Dosze.

## Terminarz
| Data           | Godzina |              |
| -------------- | ------- | ------------ |
| 28 września    | 17:30   | Kwalifikacje |
| 1 października | 20:05   | Finał        |

## Rekordy
Tabela prezentuje rekord świata, rekordy poszczególnych kontynentów, mistrzostw świata, a także najlepszy rezultat na świecie w sezonie 2019 przed rozpoczęciem mistrzostw.
|                              | Zawodnik          | Wynik | Miejsce        | Data                  |
| ---------------------------- | ----------------- | ----- | -------------- | --------------------- |
| Rekord świata (absolutny)    | Renaud Lavillenie | 6,16  | Donieck        | 15 lutego 2014(dts)   |
| Rekord świata (na stadionie) | Serhij Bubka      | 6,14  | Sestriere      | 31 lipca 1994(dts)    |
| Listy światowe               | Sam Kendricks     | 6,06  | Des Moines     | 27 lipca 2019(dts)    |
| Rekord mistrzostw świata     | Dmitri Markov     | 6,05  | Edmonton       | 9 sierpnia 2001(dts)  |
| Rekord Afryki                | Okkert Brits      | 6,03  | Kolonia        | 18 sierpnia 1995(dts) |
| Rekord Azji                  | Igor Potapowicz   | 5,92  | Dijon          | 13 czerwca 1992(dts)  |
| Rekord Ameryki Północnej     | Sam Kendricks     | 6,06  | Des Moines     | 27 lipca 2019(dts)    |
| Rekord Ameryki Południowej   | Thiago Braz       | 6,03  | Rio de Janeiro | 15 sierpnia 2016(dts) |
| Rekord Europy (absolutny)    | Renaud Lavillenie | 6,16  | Donieck        | 15 lutego 2014(dts)   |
| Rekord Europy (na stadionie) | Serhij Bubka      | 6,14  | Sestriere      | 31 lipca 1994(dts)    |
| Rekord Australii i Oceanii   | Dmitri Markov     | 6,05  | Edmonton       | 9 sierpnia 2001(dts)  |

## Minima kwalifikacyjne
Aby zakwalifikować się do mistrzostw, należało wypełnić minimum kwalifikacyjne wynoszące 5,71 (uzyskane w okresie od 1 października 2018 do 23 lipca 2019).

## Wyniki

### Kwalifikacje
Awans: 5.75 m (Q) lub 12 najlepszych rezultatów (q).
| Pozycja | Grupa | Zawodnik               | Państwo                  | 5.30 | 5.45 | 5.60 | 5.70 | 5.75 | Wynik | Uwagi |
| ------- | ----- | ---------------------- | ------------------------ | ---- | ---- | ---- | ---- | ---- | ----- | ----- |
| 1       | A     | Sam Kendricks          | Stany Zjednoczone        | o    | o    | o    | o    | o    | 5.75  | Q     |
| 1       | B     | Piotr Lisek            | Polska                   | –    | o    | o    | o    | o    | 5.75  | Q     |
| 3       | B     | Cole Walsh             | Stany Zjednoczone        | –    | xo   | xo   | xxo  | o    | 5.75  | Q     |
| 4       | A     | Thiago Braz            | Brazylia                 | –    | o    | o    | o    | xo   | 5.75  | Q     |
| 5       | A     | Claudio Stecchi        | Włochy                   | –    | –    | o    | xo   | xo   | 5.75  | Q     |
| 6       | A     | Huang Bokai            | Chińska Republika Ludowa | –    | o    | xxo  | xo   | xo   | 5.75  | Q,    |
| 7       | B     | Armand Duplantis       | Szwecja                  | –    | –    | o    | o    | xxo  | 5.75  | Q     |
| 8       | B     | Raphael Holzdeppe      | Niemcy                   | –    | o    | xo   | xxo  | xxo  | 5.75  | Q     |
| 9       | A     | Valentin Lavillenie    | Francja                  | –    | o    | o    | o    | xxx  | 5.70  | q     |
| 10      | B     | Augusto de Oliveira    | Brazylia                 | –    | o    | xo   | o    | xxx  | 5.70  | q     |
| 11      | A     | Ben Broeders           | Belgia                   | –    | xo   | xo   | o    | xxx  | 5.70  | q     |
| 11      | B     | Bo Kanda Lita Baehre   | Niemcy                   | –    | o    | xxo  | o    | xxx  | 5.70  | q     |
| 13      | B     | Konstandinos Filipidis | Grecja                   | o    | o    | o    | xxo  | xxx  | 5.70  |       |
| 13      | A     | Paweł Wojciechowski    | Polska                   | –    | o    | o    | xxo  | xxx  | 5.70  |       |
| 15      | A     | Emanuil Karalis        | Grecja                   | –    | o    | o    | xxx  | z !  | 5.60  |       |
| 15      | B     | Renaud Lavillenie      | Francja                  | –    | –    | o    | xxx  | z !  | 5.60  |       |
| 15      | B     | KC Lightfoot           | Stany Zjednoczone        | o    | o    | o    | xxx  | z !  | 5.60  |       |
| 15      | B     | Ernest John Obiena     | Filipiny                 | –    | o    | o    | xxx  | z !  | 5.60  |       |
| 19      | B     | Robert Sobera          | Polska                   | o    | xxo  | o    | xxx  | z !  | 5.60  |       |
| 20      | B     | Seito Yamamoto         | Japonia                  | o    | xo   | xo   | xxx  | z !  | 5.60  |       |
| 21      | A     | Ding Bangchao          | Chińska Republika Ludowa | xo   | xo   | xxo  | xxx  | z !  | 5.60  |       |
| 22      | A     | Zach Bradford          | Stany Zjednoczone        | xxo  | xo   | xxo  | xxx  | z !  | 5.60  |       |
| 23      | A     | Torben Blech           | Niemcy                   | o    | o    | xx-  | r    | z !  | 5.45  |       |
| 23      | B     | Rutger Koppelaar       | Holandia                 | o    | o    | xxx  | z !  | z !  | 5.45  |       |
| 25      | A     | Jin Min-sub            | Korea Południowa         | –    | xo   | –    | xxx  | z !  | 5.45  |       |
| 26      | B     | Alioune Sene           | Francja                  | xxo  | xo   | xxx  | z !  | z !  | 5.45  |       |
| 27      | A     | Daichi Sawano          | Japonia                  | –    | xxo  | xxx  | z !  | z !  | 5.45  |       |
| 28      | A     | Masaki Ejima           | Japonia                  | xo   | xxo  | xxx  | z !  | z !  | 5.45  |       |
| 29      | B     | Sondre Guttormsen      | Norwegia                 | xo   | xxx  | z !  | z !  | z !  | 5.30  |       |
| 30 !    | B     | Yao Jie                | Chińska Republika Ludowa | xxx  | z !  | z !  | z !  | z !  | NH    |       |
| 30 !    | B     | Harry Coppell          | Wielka Brytania          | z !  | z !  | z !  | z !  | z !  | DNS   |       |
| 30 !    | A     | Melker Svärd Jacobsson | Szwecja                  | z !  | z !  | z !  | z !  | z !  | DNS   |       |
| 30 !    | A     | Menno Vloon            | Holandia                 | z !  | z !  | z !  | z !  | z !  | DNS   |       |

### Finał
| Pozycja | Zawodnik             | Państwo                  | 5,55 | 5,70 | 5,80 | 5,87 | 5,92 | 5,97 | 6,02 | Wynik | Uwagi |
| ------- | -------------------- | ------------------------ | ---- | ---- | ---- | ---- | ---- | ---- | ---- | ----- | ----- |
| 01 !    | Sam Kendricks        | Stany Zjednoczone        | o    | o    | o    | xxo  | o    | xxo  | xx-  | 5.97  |       |
| 02 !    | Armand Duplantis     | Szwecja                  | –    | o    | o    | xo   | xxo  | xxo  | xxx  | 5.97  |       |
| 03 !    | Piotr Lisek          | Polska                   | o    | o    | o    | xo   | x-   | xx   | z !  | 5.87  |       |
| 4       | Bo Kanda Lita Baehre | Niemcy                   | o    | o    | xxx  | z !  | z !  | z !  | z !  | 5.70  |       |
| 5       | Thiago Braz          | Brazylia                 | xo   | o    | xxx  | z !  | z !  | z !  | z !  | 5.70  |       |
| 6       | Raphael Holzdeppe    | Niemcy                   | o    | xo   | xxx  | z !  | z !  | z !  | z !  | 5.70  |       |
| 6       | Valentin Lavillenie  | Francja                  | o    | xo   | xxx  | z !  | z !  | z !  | z !  | 5.70  |       |
| 8       | Claudio Stecchi      | Włochy                   | o    | xxo  | xxx  | z !  | z !  | z !  | z !  | 5.70  |       |
| 9       | Huang Bokai          | Chińska Republika Ludowa | o    | xxx  | z !  | z !  | z !  | z !  | z !  | 5.55  |       |
| 10      | Augusto de Oliveira  | Brazylia                 | xo   | xxx  | z !  | z !  | z !  | z !  | z !  | 5.55  |       |
| 10      | Cole Walsh           | Stany Zjednoczone        | xo   | xxx  | z !  | z !  | z !  | z !  | z !  | 5.55  |       |
| 12      | Ben Broeders         | Belgia                   | xxo  | xxx  | z !  | z !  | z !  | z !  | z !  | 5.55  |       |